# Henry Jarecki
Henry George Jarecki (geb. 15. April 1933 in Stettin als Heinrich Georg Jarecki) ist ein US-amerikanischer Psychiater, Unternehmer, Mäzen und Produzent deutscher Herkunft.

## Leben
Henry Jarecki wurde als Sohn des Arztes Max Jarecki (1889–1975) und Gerda Kunstmann (geb. 1910) in der preußischen Provinzhauptstadt Stettin (heute Szczecin im Nordwesten Polens) geboren. Als Kind musste er 1939 mit seiner jüdischen Familie vor den Nationalsozialisten in das Vereinigte Königreich fliehen und emigrierte 1941 in die Vereinigten Staaten.
Nach Ende des Zweiten Weltkrieges studierte Jarecki von 1949 bis 1951 an der University of Michigan sowie von 1951 bis 1957 an der Universität Heidelberg Medizin. Im Anschluss praktizierte er kurzzeitig am Krankenhaus für Gelenkerkrankungen in New York, bevor er von 1958 bis 1961 im Bereich Psychiatrie an der Yale Medical School tätig war. 1959 promovierte er in Heidelberg mit einer vergleichenden Studie über Die Einstellungen von Eltern zu Erziehungsproblemen. Die Facharztanerkennung erhielt er 1963 mit dem Diplom des American Board of Psychiatry and Neurology. Danach war er bis 1970 Chefarzt und Direktor der Psychiatrie Association in New Haven, Connecticut. Daraufhin war er Assistant Clinical Professor und Resident Psychiatrist, erneut an der Yale School of Medicine. Zudem praktizierte er in privater Praxis in New Haven.
Jarecki ist seit 1957 mit Gloria, geb. Friedland, verheiratet und hat vier Kinder: Andrew Jarecki, Tom Jarecki, Eugene Jarecki und Nicholas Jarecki. Sein Bruder, Richard Jarecki, gewann in den 1960er Jahren mehr als 1 Million Dollar in einer Reihe von europäischen Casinos, nachdem er ein Muster in Roulette-Rädern geknackt hatte.
1975 erwarb er zusammen mit seiner Frau die 850 Hektar große Insel Guana, Teil der Britischen Jungferninseln. Die Privatinsel ist bis heute bis auf 15 Hütten und Häuser, konzentriert in einer Ecke, unberührt. Dadurch gibt es auf Guana nach Angaben von Wissenschaftlern eine größere Artenvielfalt als auf jeder anderen gleich großen Insel der Welt. Durch das engagierte wissenschaftliche Programm der Insel, in dem sie seit 40 Jahren Wissenschaftler von Universitäten wie Texas Tech und Stanford University beherbergt, haben sie Migrationsmuster verfolgt, neue Tierarten entdeckt und einen der größten, umfassendsten und am längsten bestehenden Datensätze zur Überwachung von Korallenriffen in der Karibik erstellt. Über seine „Audubon Holdings“ ist Henry Jarecki außerdem an der touristischen Entwicklung der Privatinsel Norman Island beteiligt.

### Unternehmer
Jarecki leistete Pionierarbeit beim Einsatz von Computern für den Handel auf den Rohstoffmärkten, und seine 1969 gegründete Firma Mocatta Metals Corporation gehörte zu den ersten Unternehmen, die außerbörsliche und börsengehandelte Optionen auf Futures auf den amerikanischen Rohstoffmärkten anboten, als die Optionen Anfang der 1980er Jahre eingeführt wurden. 1971 gründete er Brody White & Co. einen weiteren Futures-Broker. 1986 verkaufte er Mocatta an Standard Chartered, 1995 Brody White an Société Générale.
Von 1989 bis 1999 war er Chef von Moviefone (gegründet mit Sohn Andrew Jarecki), welches 1999 für 388 Millionen US-Dollar in Aktien an AOL verkauft wurde.

### Produzent
Jarecki war auch als Film- und Theaterproduzent tätig, unter anderem für Gardeners of Eden (2004), Cuba: Island of Music (2005), Ain't Supposed to Die a Natural Death (2007), The Third Wave (2008), Tyson (2008), Cat on a Hot Tin Roof (2009) und A Streetcar Named Desire (2012). Jarecki hat auch einen Gastauftritt als er selbst in How to Eat Your Watermelon in White Company (And Enjoy It) (2005).

## Ehrungen
Die Agamenart Draco jareckii wurde 1992 von ihrem Erstbeschreiber James D. Lazell Jarecki zu Ehren benannt.
Im November 2016 wurde Jarecki, bereits seit 2014 Ehrensenator der Ruprecht-Karls-Universität Heidelberg, von der baden-württembergischen Wissenschaftsministerin Theresia Bauer das Verdienstkreuz am Bande des Verdienstordens der Bundesrepublik Deutschland „für seinen herausragenden Einsatz bei der Förderung der Wissenschaften in Deutschland, insbesondere am Standort Heidelberg, sowie sein jahrzehntelanges Eintreten für die deutsch-amerikanischen Beziehungen“ verliehen. Unter anderem als Mitbegründer des New Yorker Scholar Rescue Fund habe er die Öffnung der deutschen Universitäten für bedrohte Wissenschaftler aus aller Welt gefördert.

## Schriften (Auswahl)
- An Alchemist's Way: How to Make Luck Look Like Skill. (Englisch), Selbstverlag 2021, ISBN 978-057-8976-402.
- mit Daniela Zane Kaisth: Scholar Rescue in the Modern World. Institute of International Education, New York 2009, (Englisch) ISBN 978-0-8270-6317-4 (scholarrescuefund.org [PDF; 8,2 MB]).
- mit Thomas Detre: Modern Psychiatric Treatment. Lippincott, Philadelphia 1971, (Englisch) OCLC 144289.